# Nogales (kommunhuvudort)
Nogales är en kommunhuvudort i Spanien.   Den ligger i provinsen Provincia de Badajoz och regionen Extremadura, i den sydvästra delen av landet, 300 km sydväst om huvudstaden Madrid. Nogales ligger 373 meter över havet och antalet invånare är 689.
Terrängen runt Nogales är platt åt nordost, men åt sydväst är den kuperad. Terrängen runt Nogales sluttar norrut. Runt Nogales är det glesbefolkat, med 17 invånare per kvadratkilometer. Närmaste större samhälle är Salvaleón, 9,0 km söder om Nogales. Omgivningarna runt Nogales är huvudsakligen savann.